# Пересипський район
Пере́сипський райо́н (в 1920-х роках — Пересипський та Слобідський, до 2023 року — Суворовський) — один із чотирьох адміністративних районів міста Одеси.

## Історія
Адміністративні межі району неодноразово змінювалися. Так, у 1920 році відбулося злиття двох районних рад: Пересипської і Слобідської, в результаті чого район отримав назву Пересипсько-Слобідський. З березня 1924 року перейменований в Ленінський район. З такою назвою і визначеними межами район проіснував до 1979 року.
Указом Президії Верховної Ради УРСР від 7 грудня 1979 на території м. Одеси був утворений ще один район — Суворовський, що межував з територією колишнього Ленінського району.
У 2002 році при новому адміністративно-територіальному поділі міста Одеська міськрада ухвалила рішення № 197-XXIV від 26 липня 2002 року «Про злиття Ленінського і Суворовського районів». Підсумком злиття став новоутворений Суворовський район.

### Перейменування
27 грудня 2022 року заступник міського голови Павло Вугельман відповів за звернення громадського активіста та декомунізатора Вадима Позднякова, зазначивши, що питання перейменування району міста буде розглянуто на черговому засіданні Історико-топонімічної комісії при Виконавчому комітеті Одеської міської ради. Павло Вугельман пообіцяв, що комісія буде працювати над очищенням громадського простору від засилля в топоніміці Одеси згадок про персоналії та події російської історії та культури. Перелік запропонованих нових назв буде винесено на громадські обговорення.
3 травня 2023 року рішенням Одеської міської ради Суворовський район був перейменований на Пересипський.

## Характеристика району
Загальна площа — 55,3 км².
Межі району: територія порту, включаючи Заводську гавань, провулок Газовий, вул. Приморська до вул. Балківській, вул. Балківська, 6—42А, в тому числі вул. Балківська, 3, 5, вул. Маловського (парна сторона), полотно залізниці до вул. Грушевського, вул. Грушевського (парна сторона), Ленінградське шосе (парна сторона), межа міста, вул. 28 бригади, Куліндорівський промисловий вузол, вул. 28 бригади, вул. Семена Палія, вул. Владислава Бувалкіна, межа міста, вул. Марсельська, вул. Семена Палія, межа міста, узбережжя Чорного моря.
Пересипський район  — це не тільки житловий масив «Котовського», так званий «спальний район», з висотними багатоквартирними будинками і сучасною інфраструктурою, це і великий сектор старої приватної забудови (мікрорайони «Балтський», «Жеваховський», «Крива Балка», «Слобідка» та Пересип), а також велика промислова зона: Кулиндорівський, Куяльницький, Пересипський промислові вузли.

### Демографія
- Чисельність населення — 263 тис. осіб;
- Жінки — 52,3 %, чоловіки — 47,7 %;
- Працездатне населення — 161,1 тис. осіб;
- Працююче населення — 111,1 тис. осіб;
- Пенсіонерів — 68,3 тис. осіб.

## Житлово-комунальне господарство

### Вулиці
В районі налічується 438 вулиць та 6 магістральних автошляхів.
- вулиця Семена Палія.
- проспект Князя Володимира Великого.
- Миколаївська дорога.
- вулиця Чорноморського козацтва.
- вулиця Отамана Головатого.
- вулиця Балківська.
- вулиця Грушевського.

Загальна протяжність вулиць і магістралей  — більше 90 км.
Зелена зона району становить 86,44 га, в т. ч. газони — 688,7 тис. м², квітники — 4,9 тис. м².

### Забудова
В районі 324 будинки підвищеної поверховості, в основному, це типові 9-ти, 12-ти, 16-ти-поверхівки. Є і малоповерхові будівлі: одно-, дво- і п'ятиповерхові будинки.
Значну частину району займає індивідуальна житлова забудова — 12 298 будинків.
Житловий фонд складається з 1620 будинків, в тому числі:
- будинків комунальної власності міста — 1367;
- житлово-будівельних кооперативів — 83;
- відомчих будинків — 107;
- ОСББ — 63;
- Аварійних будинків на території району — 167.

Обслуговують територію району три комунальних підприємства житлово-комунального сервісу: «Північний», «Пересипський» та «Паустовський»

### Економічний потенціал
Промисловий потенціал району складають понад 30 підприємств, серед них:
- СЄПЕК;
- ПАТ «Одескабель»;
- ПАТ «Елакс»;
- ПАТ «Ексімнафтопродукт»;
- ТОВ «Цемент»;
- ДП «Куліндорівський комбінат хлібопродуктів».

Крім того, в районі близько 30 транспортних підприємств і організацій, в тому числі 5 підприємств, що спеціалізуються на пасажирських перевезеннях (основне — ПАТ «Північтранс», рос. «Севертранс»).
Будівельних організацій — 16.

## Транспорт

### Трамвайні маршрути
- № 1: ст. Чорноморського козацтва — з-д «Центроліт»;
- № 6: ст. Чорноморського козацтва — Лузанівка;
- № 7: 11 ст. Люстдорфської дороги — вул. 28-ї бригади;
- № 12: Херсонський сквер — ст. Товарна;
- № 22: Слобідська площа — Лузанівка.

## Пам'ятки природи
- Гідропарк «Лузанівка» на узбережжі Одеської затоки, між Миколаївською дорогою і береговою лінією. У гідропарку розташований однойменний пляж «Лузанівка».
- Суворівський — ботанічна пам'ятка природи місцевого значення за адресою, вул. Героїв оборони Одеси, 92а, площа — 1 га.